# Hlava (záznamová technika)

Záznamová hlava magnetofonu

Hlava je v záznamové technice elektromagnetická součástka, která v elektronických záznamových zařízeních (například pevný disk, magnetofon, videorekordér, pásková jednotka, videokamera apod.) provádí mazání, záznam nebo čtení signálu nebo dat. U zařízení s magnetickou páskou se pro funkce záznamu, čtení a mazání někdy užívají oddělené hlavy.

## Rozdělení
Rozlišujeme několik druhů hlav podle technologie zápisu a materiálu, ze kterého jsou vyrobeny:
- MIG (Metal in Gap)
- magnetorezistivní (MR, AMR, GMR)
- magnetorezistivní tunelové
- s kolmým magnetickým zápisem (PMR)

## Popis
Elektromagnetickou hlavu tvoří magnetický obvod s velmi úzkou štěrbinou, opatřený elektrickým vinutím. Při záznamu prochází vinutím elektrický signál, který indukuje magnetický tok ve feromagnetickém jhu. Magnetický obvod je však přerušen velmi úzkou štěrbinou, takže siločáry v tomto místě zasáhnou magnetické médium, které se kolem hlavy pohybuje. Čím užší štěrbina, tím vyšší frekvenci může hlava (při dané rychlosti média) zaznamenat i přečíst, zároveň ale bude signál také slabší. Při reprodukci naopak změny magnetizace pohybujícího se magnetického média indukují magnetický tok v obvodu a tím i proud ve vinutí, který se následně zesílí a využije.

### Hlavy pro magnetickou pásku
U páskových zařízení se kromě záznamu a čtení používá ještě tzv. předmagnetizace ultrazvukovou frekvencí, která výrazně rozšiřuje spektrum zaznamenávaných frekvencí. Proto se u páskových magnetofonů často užívají tři oddělené hlavy: předmagnetizační (která také maže předchozí záznam), psací a čtecí. Páska je vedena po povrchu hlav, někdy ještě lehce přitlačována k nim.

### Plovoucí hlava disku

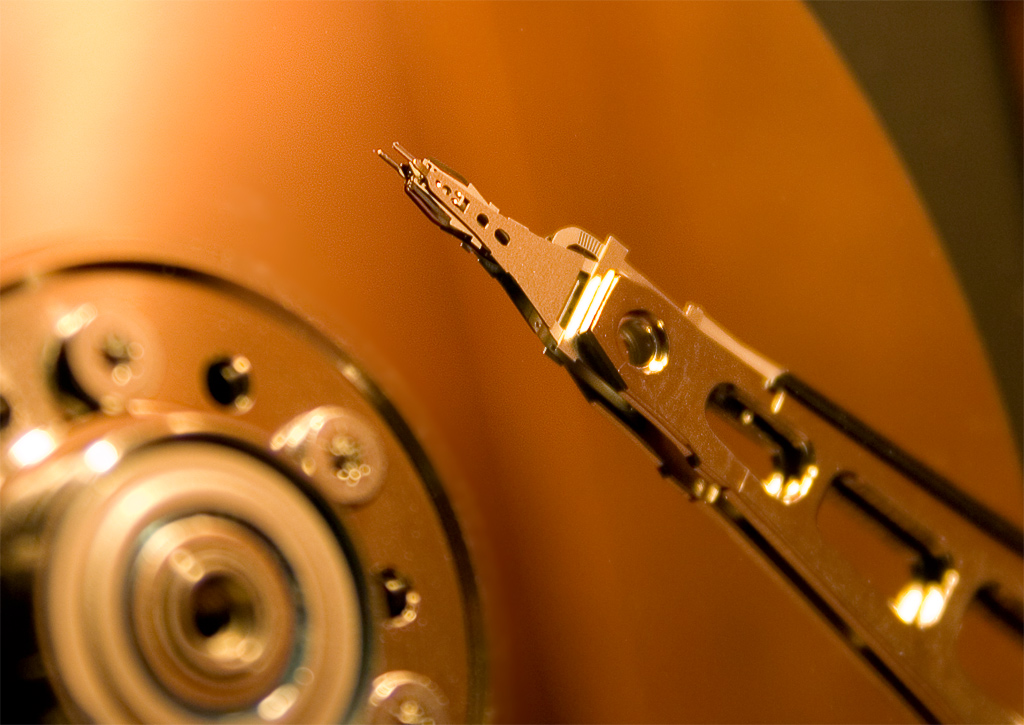
Záznamová a čtecí hlava hard disku

Rozhodujícími parametry magnetického disku jsou kapacita, frekvence záznamu a rychlost výběru i otáčení. Klíčová je především hustota záznamu: čím vyšší hustota, tím větší je při daném rozměru kapacita i rychlost výběru. Pro dosažení co nejvyšší hustoty musí být hlava co nejblíže k magnetické vrstvě na disku, ale vzhledem k dané rychlosti se jí nesmí dotýkat. Přitom diskové plochy nelze vyrobit ani upevnit tak, aby jejich povrch ve směru osy otáčení "neházel". Řešením byl vynález tzv. plovoucí hlavy. Co nejmenší hlava s feritovým jádrem je upevněna na pružině, která ji přitlačuje k disku, její přesně vypočtený aerodynamický profil a vrstvička vzduchu, kterou otáčející se disk s sebou strhává, ji však zároveň udržuje ve vzdálenosti několika mikrometrů (10−6 m) od povrchu. Hlava tedy "plave" na proudu vzduchu, ovšem jen pokud se disk otáčí patřičnou rychlostí. Kdyby se zastavil, může se záznam i hlava zničit. Elektronika disku musí tedy zajistit, že jakmile se otáčky disku sníží, musí se raménko s hlavou vychýlit mimo obvod disku. Magnetický disk (hard disk) je mimořádný technický výkon, který lze vyrábět za velmi nízké ceny.